# شچته (استان اوپوله)
شچته (به لهستانی: Szczyty) یک روستا در لهستان است که در گمینا باباروف واقع شده‌است.